# Lattosio sintasi
La lattosio sintasi è un enzima appartenente alla classe delle transferasi, che catalizza la seguente reazione:
UDP-galattosio + D-glucosio ⇄ UDP + lattosio
L'enzima è un complesso di due proteine, A e B. In assenza della proteina B (α-lattalbumina), l'enzima catalizza il trasferimento del galattosio dall'UDP-galattosio all'N-acetil-glucosammina (N-acetillattosammina sintasi
numero EC 2.4.1.90). 